# Ezra B. Taylor

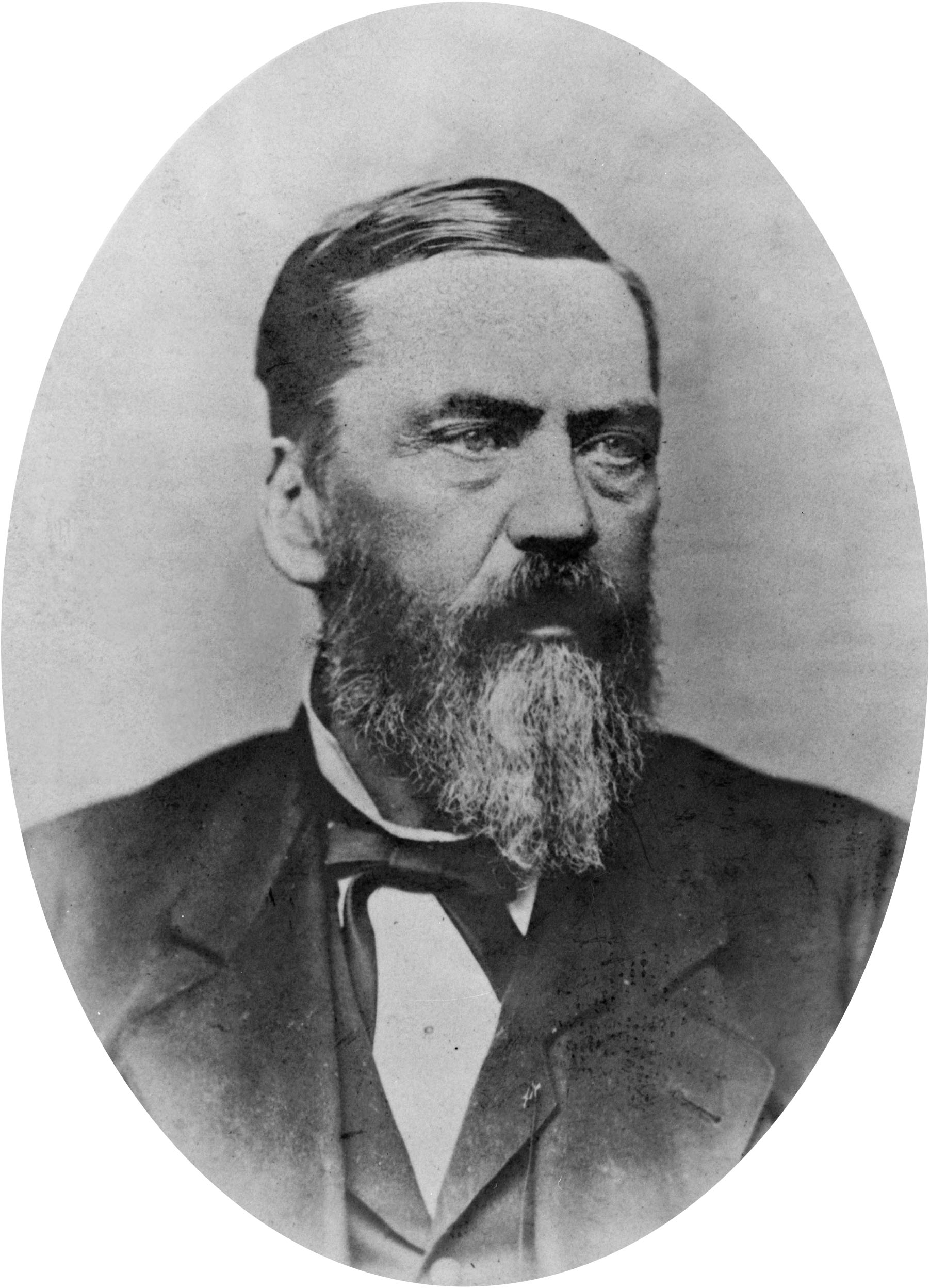
Ezra B. Taylor

Ezra Booth Taylor (* 9. Juli 1823 in Nelson Township, Portage County, Ohio; † 29. Januar 1912 in Warren, Ohio) war ein US-amerikanischer Politiker der Republikanischen Partei. Vom 13. Dezember 1880 bis zum 3. März 1893 war er Mitglied des Repräsentantenhauses der Vereinigten Staaten für den 19. Kongressdistrikt des Bundesstaates Ohio.

## Leben
Taylor wurde in Nelson Township geboren. Dort besuchte er die Schule. Nach der Schulzeit studierte er Jura und wurde als Rechtsanwalt zugelassen. Ab 1845 war er als Rechtsanwalt tätig. Von 1854 bis 1861 war er als Staatsanwalt in Warren tätig. Während des Sezessionskrieges kämpfte er auf Seiten der Nordstaaten. Zwischen 1877 und 1880 war er als Richter in Ohio tätig. 
Nach der Wahl von James A. Garfield zum US-Präsidenten wurde Taylor in einer Special Election zu seinem Nachfolger im US-Repräsentantenhaus gewählt. Insgesamt 6-mal wurde Taylor wiedergewählt. Von 1889 bis 1891 war er Chairman (dt. Vorsitzender) des United States House Committee on the Judiciary. 1893 schied er dann aus dem House aus. Fortan war er wieder als Rechtsanwalt tätig. Taylor starb 1912 in seiner Heimatstadt Warren. Er wurde auf dem Oakwood Cemetery beigesetzt.
Taylor war mit Harriet M. Frazier verheiratet. Gemeinsam hatten beide zwei Kinder, eine Tochter und einen Sohn.